# Ľubomír Šatka
Ľubomír Šatka (Ilava, 2 december 1995) is een Slowaaks voetballer die doorgaans speelt als centrale verdediger. In juli 2023 verruilde hij Lech Poznań voor Samsunspor. Šatka maakte in 2018 zijn debuut in het Slowaaks voetbalelftal.

## Clubcarrière
Šatka speelde in de jeugd van FK Dubnica en werd in 2012 opgenomen in de opleiding van Newcastle United. Bij deze club maakte hij zijn professionele debuut op 3 januari 2015, toen in de FA Cup gespeeld werd tegen Leicester City. Hij zag vanaf de reservebank Leonardo Ulloa de score openen namens die club en mocht na een uur spelen van interim-trainer John Carver invallen voor Davide Santon. In het restant van de wedstrijd werd niet meer gescoord.
Ruim een jaar later werd hij voor een maand verhuurd aan York City. Na zijn terugkeer kwam Šatka niet meer verder in actie voor Newcastle, ondanks een degradatie naar het Championship. Hierop werd hij in januari 2017 voor de rest van het seizoen verhuurd aan Dunajská Streda in zijn geboorteland Slowakije. Het contract van de verdediger in Newcastle verliep na afloop van deze verhuurperiode, waarna hij transfervrij voor drie jaar kon tekenen bij Dunajská Streda.
In de zomer van 2019 maakte Šatka voor een bedrag van circa zevenhonderdvijftigduizend euro de overstap naar Lech Poznań, waar hij zijn handtekening zette onder een verbintenis voor de duur van vier seizoenen. Medio 2023 trok Samsunspor hem transfervrij aan en hij ondertekende een contract voor drie seizoenen.

## Clubstatistieken
| Seizoen | Club              | Competitie     | Competitie | Competitie | Beker | Beker | Internationaal | Internationaal | Totaal | Totaal |
| Seizoen | Club              | Competitie     | Wed.       | Dlp.       | Wed.  | Dlp.  | Wed.           | Dlp.           | Wed.   | Dlp.   |
| ------- | ----------------- | -------------- | ---------- | ---------- | ----- | ----- | -------------- | -------------- | ------ | ------ |
| 2014/15 | Newcastle United  | Premier League | 0          | 0          | 1     | 0     | —              | —              | 1      | 0      |
| 2015/16 | Newcastle United  | Premier League | 0          | 0          | 0     | 0     | —              | —              | 0      | 0      |
| 2015/16 | → York City       | League Two     | 6          | 0          | 0     | 0     | —              | —              | 6      | 0      |
| 2015/16 | Newcastle United  | Premier League | 0          | 0          | 0     | 0     | —              | —              | 0      | 0      |
| 2016/17 | Newcastle United  | Championship   | 0          | 0          | 0     | 0     | —              | —              | 0      | 0      |
| 2016/17 | → Dunajská Streda | Fortuna Liga   | 10         | 0          | 1     | 0     | —              | —              | 11     | 0      |
| 2017/18 | Dunajská Streda   | Fortuna Liga   | 30         | 1          | 3     | 0     | —              | —              | 33     | 1      |
| 2018/19 | Dunajská Streda   | Fortuna Liga   | 29         | 2          | 3     | 0     | 4              | 0              | 36     | 2      |
| 2019/20 | Dunajská Streda   | Fortuna Liga   | 0          | 0          | 0     | 0     | 2              | 0              | 2      | 0      |
| 2019/20 | Lech Poznań       | Ekstraklasa    | 31         | 1          | 4     | 0     | —              | —              | 35     | 1      |
| 2020/21 | Lech Poznań       | Ekstraklasa    | 17         | 0          | 1     | 2     | 9              | 0              | 27     | 2      |
| 2021/22 | Lech Poznań       | Ekstraklasa    | 25         | 1          | 3     | 0     | —              | —              | 28     | 1      |
| 2022/23 | Lech Poznań       | Ekstraklasa    | 13         | 1          | 1     | 0     | 9              | 0              | 23     | 1      |
| 2023/24 | Samsunspor        | Süper Lig      | 26         | 1          | 0     | 0     | —              | —              | 26     | 1      |
| 2024/25 | Samsunspor        | Süper Lig      | 12         | 0          | 0     | 0     | —              | —              | 12     | 0      |
| Totaal  | Totaal            | Totaal         | 205        | 7          | 17    | 2     | 24             | 0              | 246    | 7      |

Bijgewerkt op 28 november 2024.

## Interlandcarrière
Šatka maakte zijn debuut in het Slowaaks voetbalelftal op 25 maart 2018, toen met 2–3 gewonnen werd van Thailand in een vriendschappelijke wedstrijd. Jakkaphan Kaewprom en Pansa Hemviboon scoorden voor Thailand maar door treffers van Ondrej Duda, Róbert Mak en Erik Pačinda won Slowakije alsnog. Šatka mocht van bondscoach Ján Kozák in de basisopstelling beginnen en hij speelde het gehele duel mee. De andere Slowaakse debutanten dit duel waren Michal Šulla, Boris Sekulić (beiden Slovan Bratislava) en Pačinda (eveneens Dunajská Streda).
Eind 2018 kwam Šatka in opspraak omdat hij samen met teamgenoten Martin Dúbravka, Šulla, Norbert Gyömbér, Milan Škriniar, Stanislav Lobotka en Vladimír Weiss tegen de teamregels in uit het spelershotel was vertrokken om uit te gaan. Hierop besloot bondscoach Kozák op te stappen. De betrokken spelers kregen allemaal een financiële berisping van de Slowaakse voetbalbond.
In juni 2021 werd Šatka door bondscoach Štefan Tarkovič opgenomen in de Slowaakse selectie voor het uitgestelde EK 2020. Op het toernooi werd Slowakije uitgeschakeld in de groepsfase. Van Polen werd nog met 1–2 gewonnen, maar daarna werd van zowel Zweden (1–0) als Spanje (0–5) verloren. Šatka speelde alle drie duels volledig mee. Zijn toenmalige teamgenoot Tymoteusz Puchacz (Polen) was eveneens actief op het EK.
Šatka kwam op 19 november 2023 voor het eerst tot scoren in de nationale ploeg, tijdens zijn drieëndertigste interlandoptreden. Op die dag werd een kwalificatiewedstrijd voor het EK 2024 gespeeld tegen Bosnië en Herzegovina, dat door een eigen doelpunt van Patrik Hrošovský op voorsprong kwam. Daarna tekende Róbert Boženík voor de gelijkmaker, waarna Šatka de uitslag bepaalde op 1–2.
| Interlands van Ľubomír Šatka voor Slowakije | Interlands van Ľubomír Šatka voor Slowakije | Interlands van Ľubomír Šatka voor Slowakije | Interlands van Ľubomír Šatka voor Slowakije | Interlands van Ľubomír Šatka voor Slowakije | Interlands van Ľubomír Šatka voor Slowakije | Interlands van Ľubomír Šatka voor Slowakije |
| №                                           | Datum                                       | Wedstrijd                                   | Uitslag                                     | Competitie                                  | Goals                                       |                                             |
| Als speler bij Dunajská Streda              | Als speler bij Dunajská Streda              | Als speler bij Dunajská Streda              | Als speler bij Dunajská Streda              | Als speler bij Dunajská Streda              | Als speler bij Dunajská Streda              | Als speler bij Dunajská Streda              |
| ------------------------------------------- | ------------------------------------------- | ------------------------------------------- | ------------------------------------------- | ------------------------------------------- | ------------------------------------------- | ------------------------------------------- |
| 1                                           | 25 maart 2018                               | Thailand – Slowakije                        | 2 – 3                                       | Vriendschappelijk                           |                                             |                                             |
| 2                                           | 31 mei 2018                                 | Slowakije – Nederland                       | 1 – 1                                       | Vriendschappelijk                           |                                             |                                             |
| 3                                           | 4 juni 2018                                 | Marokko – Slowakije                         | 2 – 1                                       | Vriendschappelijk                           |                                             |                                             |
| 4                                           | 5 september 2018                            | Slowakije – Denemarken                      | 3 – 0                                       | Vriendschappelijk                           |                                             |                                             |
| 5                                           | 9 september 2018                            | Oekraïne – Slowakije                        | 1 – 0                                       | Nations League 2018/19                      |                                             |                                             |
| 6                                           | 16 oktober 2018                             | Zweden – Slowakije                          | 1 – 1                                       | Vriendschappelijk                           |                                             |                                             |
| 7                                           | 7 juni 2019                                 | Slowakije – Jordanië                        | 5 – 1                                       | Vriendschappelijk                           |                                             |                                             |
| Als speler bij Lech Poznań                  |                                             |                                             |                                             |                                             |                                             |                                             |
| 8                                           | 9 september 2019                            | Hongarije – Slowakije                       | 1 – 2                                       | EK 2020 kwalificatie                        |                                             |                                             |
| 9                                           | 13 oktober 2019                             | Slowakije – Paraguay                        | 1 – 1                                       | Vriendschappelijk                           |                                             |                                             |
| 10                                          | 12 november 2020                            | Noord-Ierland – Slowakije                   | 1 – 2                                       | EK 2020 kwalificatie                        |                                             |                                             |
| 11                                          | 15 november 2020                            | Slowakije – Schotland                       | 1 – 0                                       | Nations League 2020/21                      |                                             |                                             |
| 12                                          | 30 maart 2021                               | Slowakije – Rusland                         | 2 – 1                                       | WK 2022 kwalificatie                        |                                             |                                             |
| 13                                          | 1 juni 2021                                 | Bulgarije – Slowakije                       | 1 – 1                                       | Vriendschappelijk                           |                                             |                                             |
| 14                                          | 6 juni 2021                                 | Oostenrijk – Slowakije                      | 0 – 0                                       | Vriendschappelijk                           |                                             |                                             |
| 15                                          | 14 juni 2021                                | Polen – Slowakije                           | 1 – 2                                       | EK 2020                                     |                                             |                                             |
| 16                                          | 18 juni 2021                                | Zweden – Slowakije                          | 1 – 0                                       | EK 2020                                     |                                             |                                             |
| 17                                          | 23 juni 2021                                | Slowakije – Spanje                          | 0 – 5                                       | EK 2020                                     |                                             |                                             |
| 18                                          | 1 september 2021                            | Slovenië – Slowakije                        | 1 – 1                                       | WK 2022 kwalificatie                        |                                             |                                             |
| 19                                          | 4 september 2021                            | Slowakije – Kroatië                         | 0 – 1                                       | WK 2022 kwalificatie                        |                                             |                                             |
| 20                                          | 7 september 2021                            | Slowakije – Cyprus                          | 2 – 0                                       | WK 2022 kwalificatie                        |                                             |                                             |
| 21                                          | 8 oktober 2021                              | Rusland – Slowakije                         | 1 – 0                                       | WK 2022 kwalificatie                        |                                             |                                             |
| 22                                          | 11 oktober 2021                             | Kroatië – Slowakije                         | 2 – 2                                       | WK 2022 kwalificatie                        |                                             |                                             |
| 23                                          | 11 november 2021                            | Slowakije – Slovenië                        | 2 – 2                                       | WK 2022 kwalificatie                        |                                             |                                             |
| 24                                          | 14 november 2021                            | Malta – Slowakije                           | 0 – 6                                       | WK 2022 kwalificatie                        |                                             |                                             |
| 25                                          | 29 maart 2022                               | Finland – Slowakije                         | 0 – 2                                       | Vriendschappelijk                           |                                             |                                             |
| 26                                          | 3 juni 2022                                 | Wit-Rusland – Slowakije                     | 0 – 1                                       | Nations League 2022/23                      |                                             |                                             |
| 27                                          | 10 juni 2022                                | Azerbeidzjan – Slowakije                    | 0 – 1                                       | Nations League 2022/23                      |                                             |                                             |
| 28                                          | 22 september 2022                           | Slowakije – Azerbeidzjan                    | 1 – 2                                       | Nations League 2022/23                      |                                             |                                             |
| 29                                          | 25 september 2022                           | Slowakije – Wit-Rusland                     | 1 – 1                                       | Nations League 2022/23                      |                                             |                                             |
| 30                                          | 17 november 2022                            | Montenegro – Slowakije                      | 2 – 2                                       | Vriendschappelijk                           |                                             |                                             |
| 31                                          | 20 november 2022                            | Slowakije – Chili                           | 0 – 0                                       | Vriendschappelijk                           |                                             |                                             |
| 32                                          | 23 maart 2023                               | Slowakije – Luxemburg                       | 0 – 0                                       | EK 2024 kwalificatie                        |                                             |                                             |
| Als speler bij Samsunspor                   |                                             |                                             |                                             |                                             |                                             |                                             |
| 33                                          | 19 november 2023                            | Bosnië en Herzegovina – Slowakije           | 1 – 2                                       | EK 2024 kwalificatie                        | 71'                                         |                                             |
| 34                                          | 14 oktober 2024                             | Azerbeidzjan – Slowakije                    | 1 – 3                                       | Nations League 2024/25                      |                                             |                                             |

Bijgewerkt op 28 november 2024.

## Erelijst
| Ekstraklasa | 1 | 2021/22 |